# Smultron
Smultron eller skogssmultron (Fragaria vesca L.) är en art av smultronsläktet.

## Beskrivning
Plantan är 4 – 20 cm hög, har bakåtriktade foderblad och en  frukt som lätt lossnar.
Kromosomtalet är 2n = 14.
Växten bildar ovanjordiska utlöpare – i dagligt tal revor – som kan slå rot.
Det finns odlade former vars bär, till skillnad från skogssmultronets röda, i moget skick är gröna, vita eller gula.
Bäret är en skenfrukt. De verkliga frukterna är små nötter, som i stort antal är utspridda på skenfruktens yta. Det kan bli över 1 000 på ett enda bär.

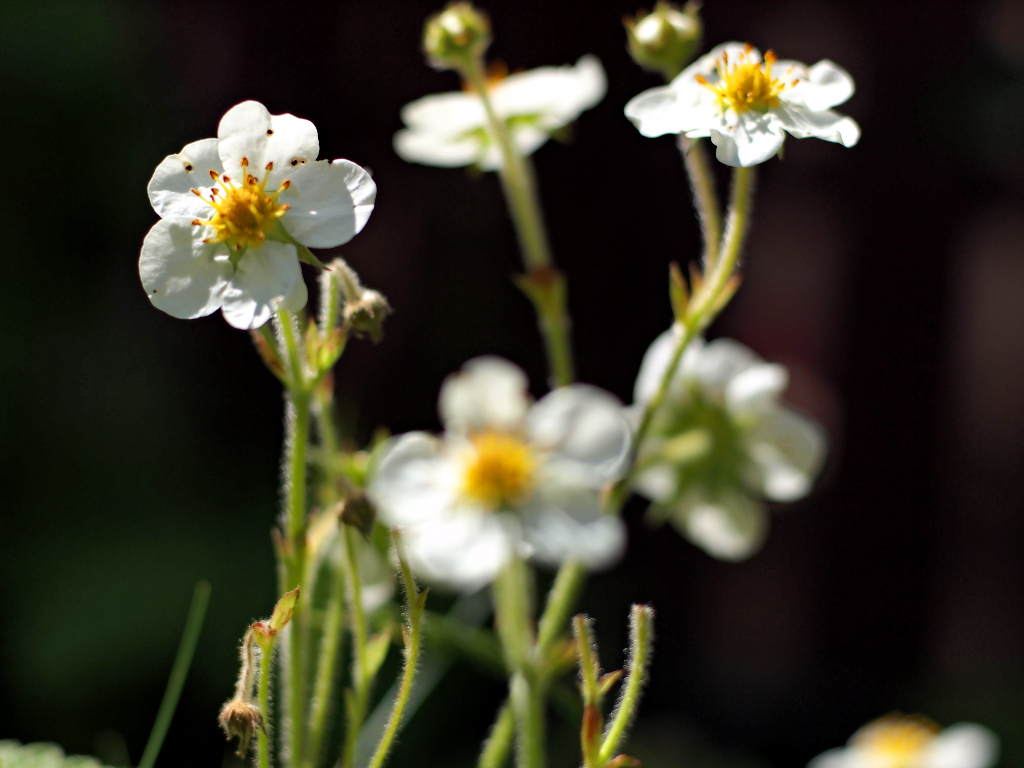
Smultron i blomning.

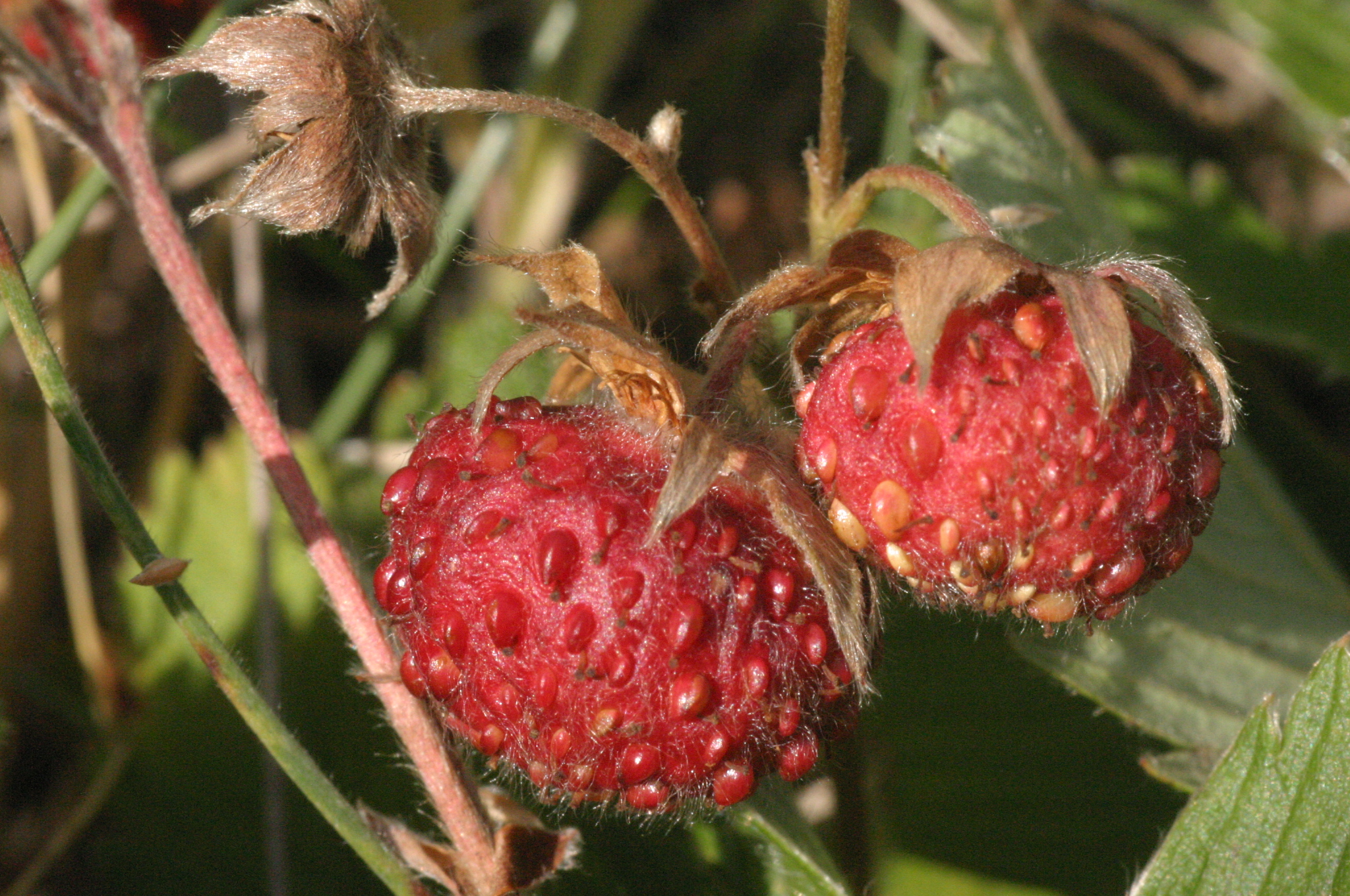
Backsmultron.

Liknande arter är backsmultron, Fragaria viridis Duch. och parksmultron, Fragaria moschata Weston. Dessa smakar lite annorlunda än skogssmultron.

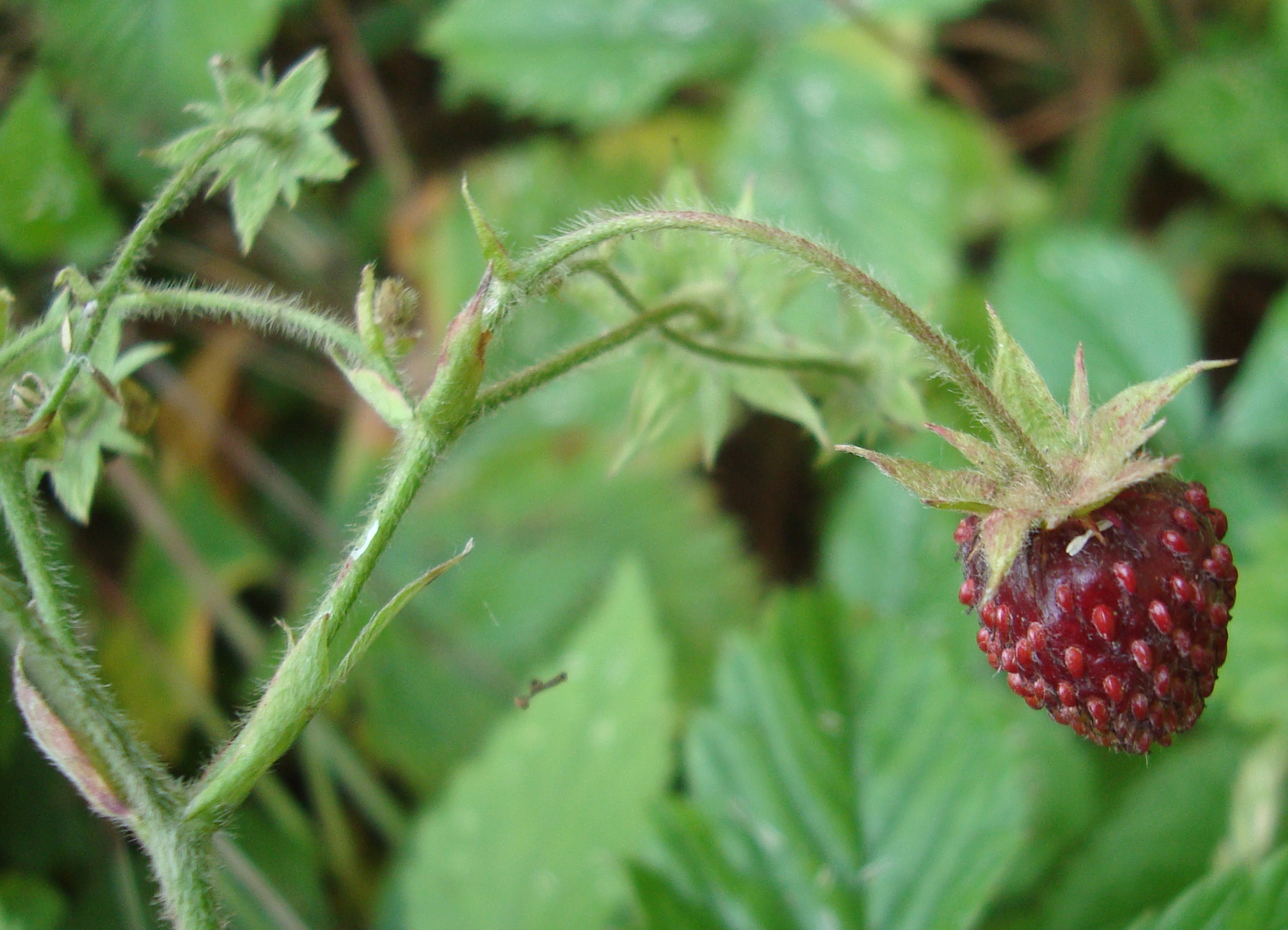
Parksmultron.

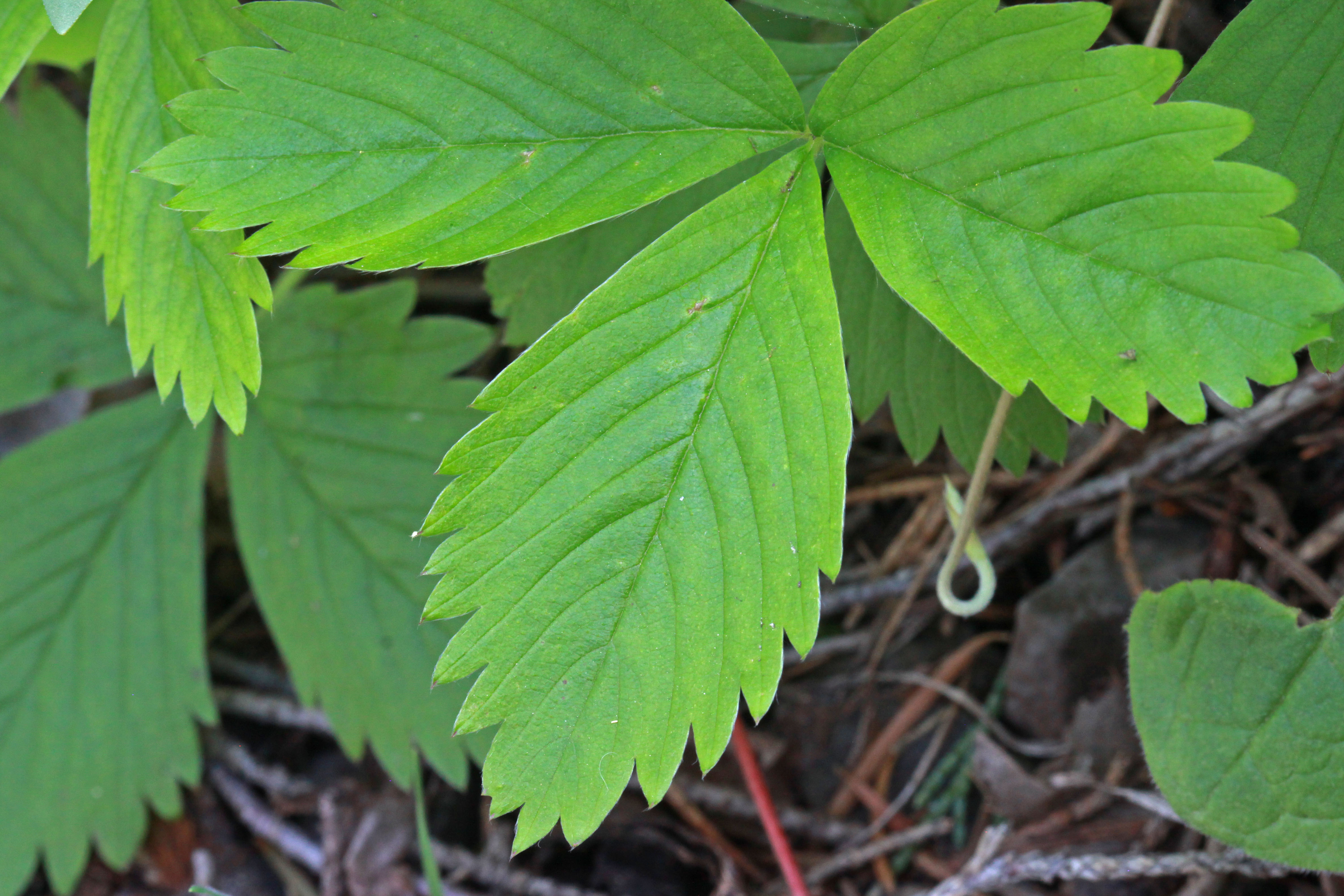
Skogs-smultron.

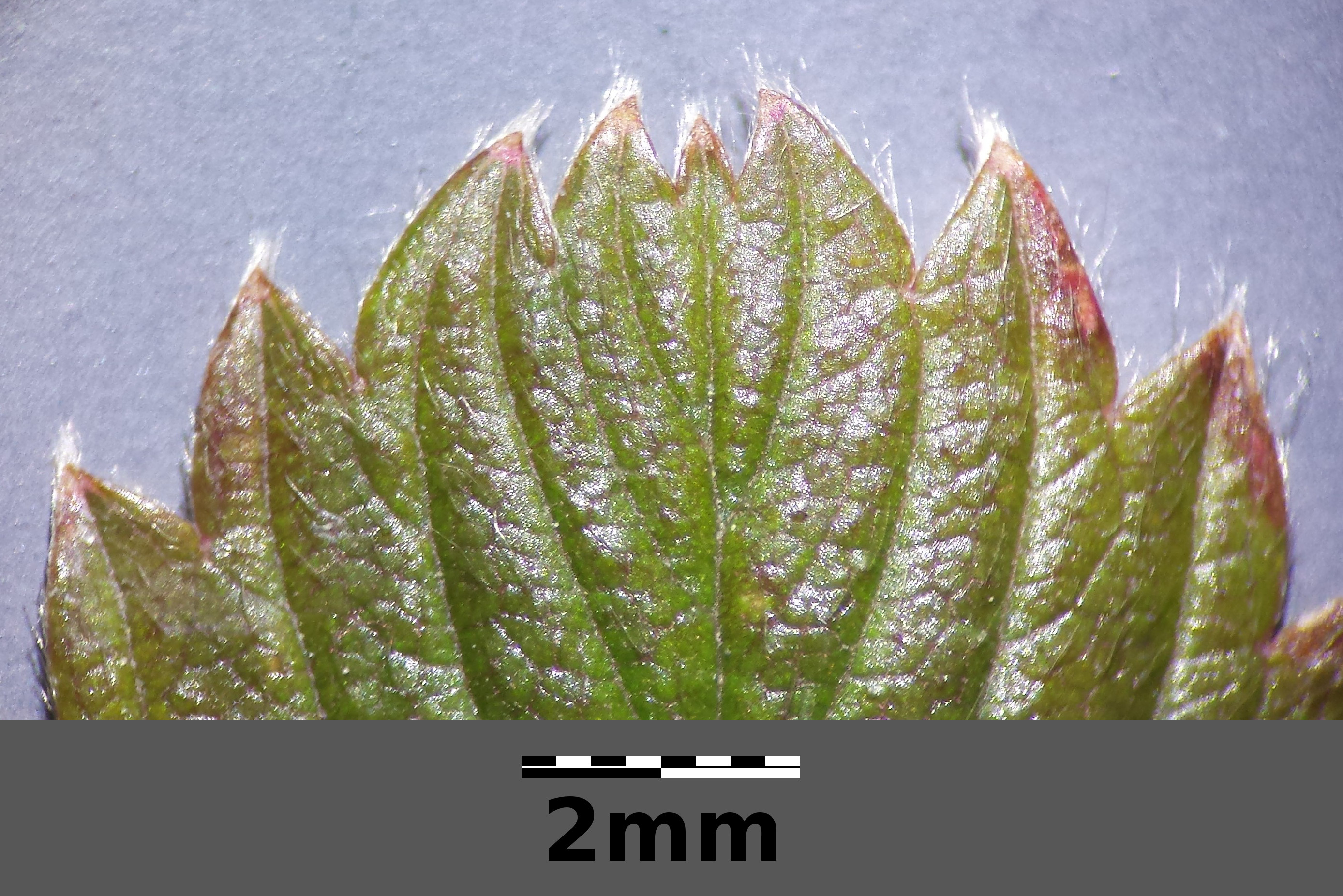
Backsmultron.

Särskiljande tecken är att på skogssmultron den yttersta tanden på bladet är längre än granntänderna, men på backsmultron kortare än granntänderna. Bladen visas i större skala i avsnittet Bilder nedan.
Vidare lossnar ett bär från det vanliga smultronet lätt från stjälken, medan bär från backsmultron sitter ganska fast. Ytterligare kännetecken är att backsmultrons foderblad sluter sig tätt omkring frukten, men böjer sig från smultronfrukten.

## Underarter
- Fragaria vesca subsp. americana (Porter) Staudt, 1962
- Fragaria vesca subsp. bracteata (A.Heller) Staudt, 1962
  - Fragaria vesca subsp. bracteata var. albida
  - Fragaria vesca subsp. bracteata var. bracteata
  - Fragaria vesca subsp. bracteata var. helleri
- Fragaria vesca subsp. californica  (Cham. & Schltdl.) Staudt, 1962
- Fragaria vesca subsp. vesca Kromosomtal 2n = 14
  - Fragaria vesca subsp. vesca var. alba
  - Fragaria vesca subsp. vesca var. roseiflora, som ovanligt nog har lätt rosa blommor
  - Fragaria vesca subsp. vesca var. semperflorens, månadssmultron, en odlad varietet med stora, men mindre smakrika, bär
- Fragaria vulgaris var. alba (Weston) Ehrh., 1792
- Fragaria vulgaris var. eflagellis (Weston) Duchesne ex Chevall., 1827
- Fragaria vulgaris var. hortensis (Weston) Chevall., 1827
- Fragaria vulgaris var. minor (Weston) Duchesne ex Chevall., 1827
- Fragaria vulgaris var. monophylla (L.) Chevall., 1827
- Fragaria vulgaris var. muricata (L.) Chevall., 1827
- Fragaria vulgaris var. rubra Ehrh., 1792
- Fragaria vulgaris var. semperflorens (Duchesne ex Rozier) Chevall., 1827

## Habitat
Smultron växer naturligt över hela norra halvklotet. I Sverige är arten allmän, utom i norra Norrlands inland.
Arten är sällsynt ovan barrskogsgränsen.

### Utbredningskartor
- Norden
- Norra halvklotet

## Biotop
Smultronet växer  soligt på torra gräsmarker, hyggen, längs skogsvägar och i skogsgläntor.

## Etymologi
- Släktnamnet Fragaria kan härledas från latin fragro = doftande,  välluktande. För övrigt är fraga helt enkelt smultron på latin.
- Artepitetet vesca härleds från latin vescus = ätlig, njutbar.

## Bygdemål
| Namn       | Trakt    | Kommentar                       | Referens |  |
| ---------- | -------- | ------------------------------- | -------- |  |
|            |          |                                 |          |  |
| Backbär    | Bohuslän |                                 | [ 1 ]    |  |
|            |          |                                 |          |  |
| Jolbär     |          |                                 | [ 2 ]    |  |
| Jordbär    |          |                                 | [ 2 ]    |  |
|            |          |                                 |          |  |
| Rödbär     | Gotland  | Kan i andra trakter avse lingon | [ 3 ]    |  |
| Snuggbär   | Norrland |                                 | [ 3 ]    |  |
| Snytterbär | Norrland |                                 | [ 3 ]    |  |

## Användning
Innan större smultronhybrider såsom jordgubben fanns, odlade man smultron i Europa. Det välsmakande smultronbäret odlas fortfarande kommersiellt i liten skala för gourmeter.
Plantans späda blad har använts som tesurrogat.
Carl von Linné ansåg att smultron renar blodet, och lindrar gikt.

### Tradition
En gammal sed är att när man under strövtåg i skogen träffar på ett smultronställe, trär en rad smultron på ett styvt grässtrå, som brukar stå att finna på samma plats. Ursprunget till denna sed är okänt.

## Bilder

Backsmultron
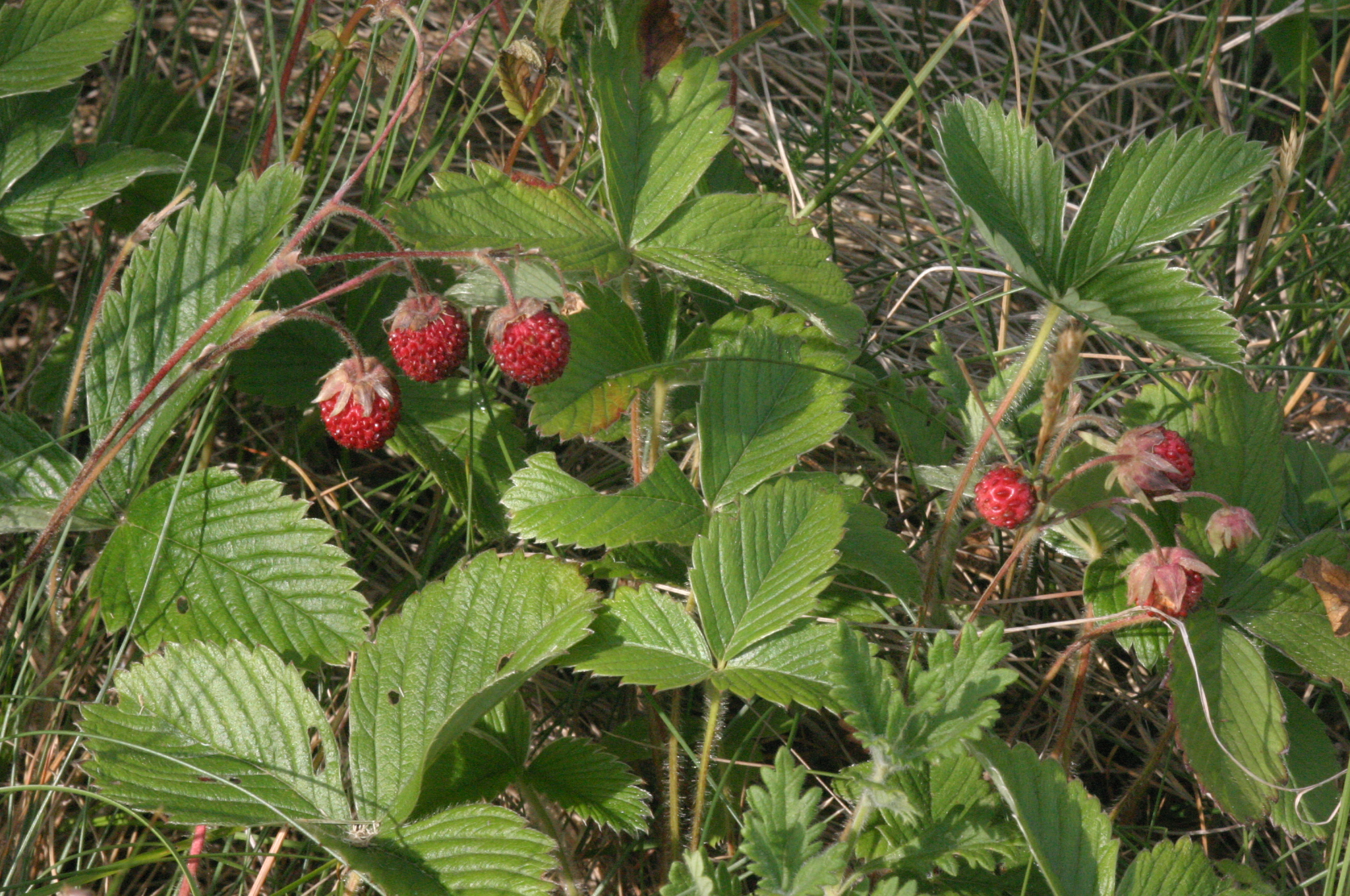
Fragaria viridis
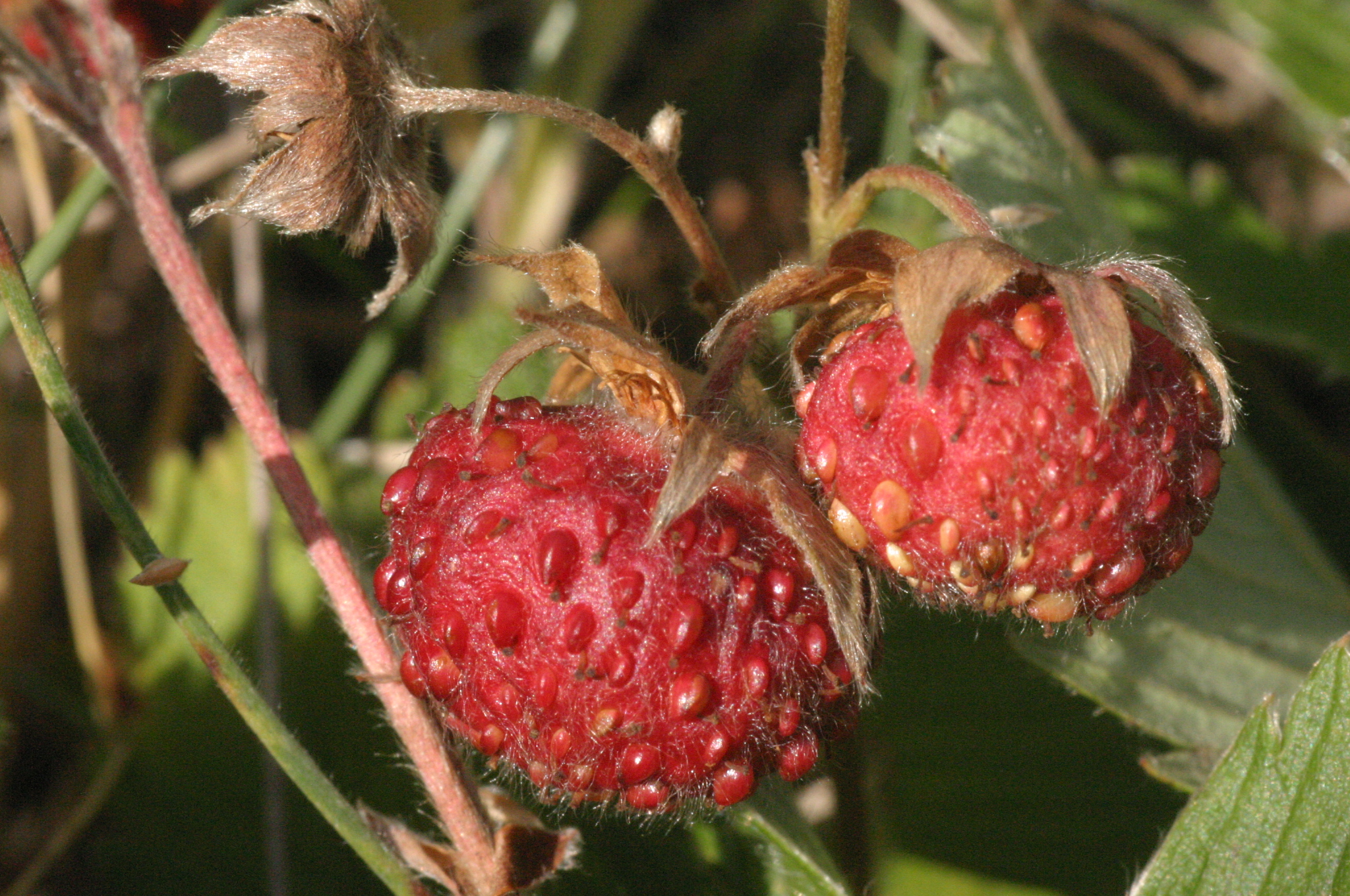
Fragaria viridis
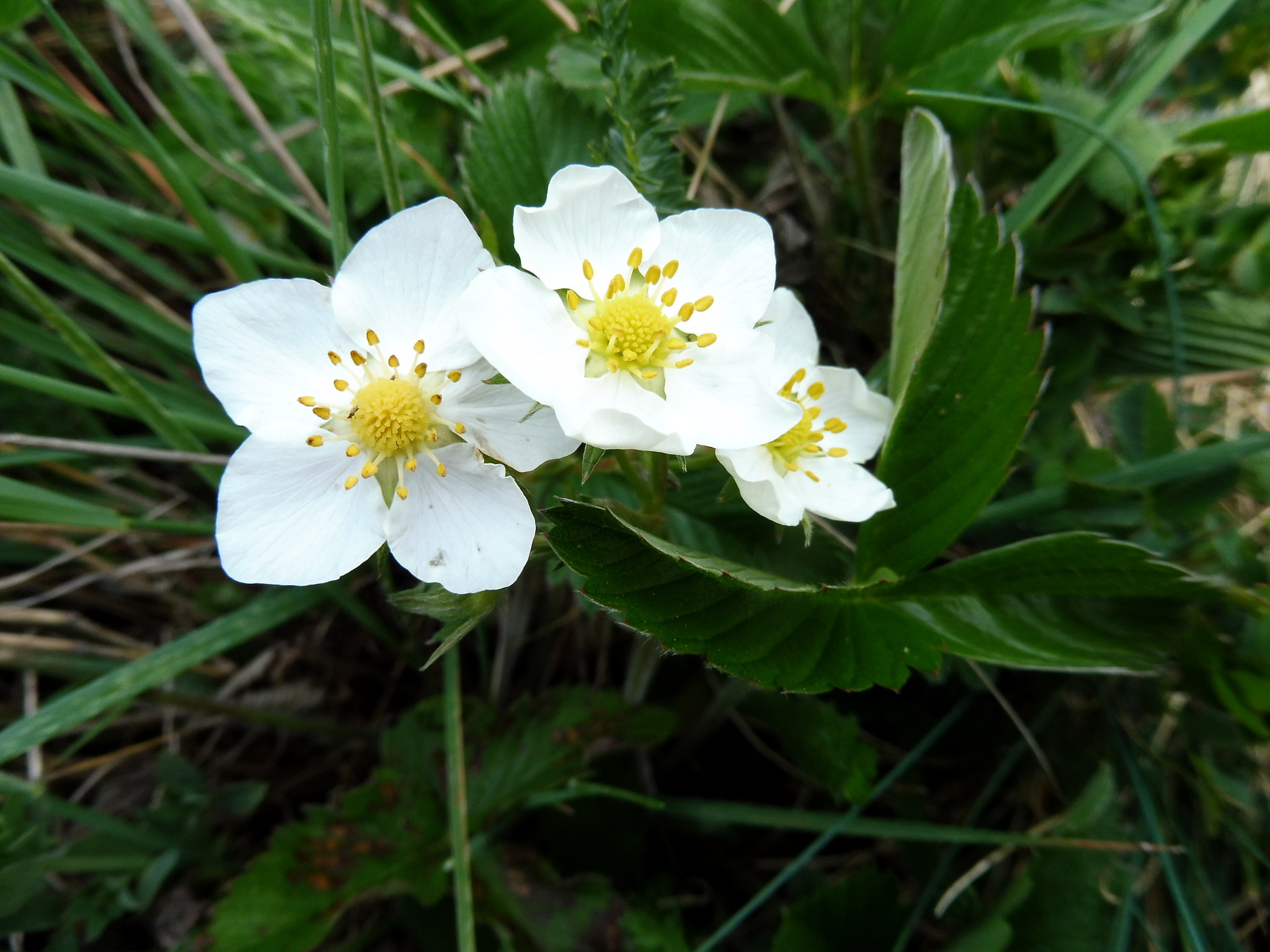
Fragaria viridis
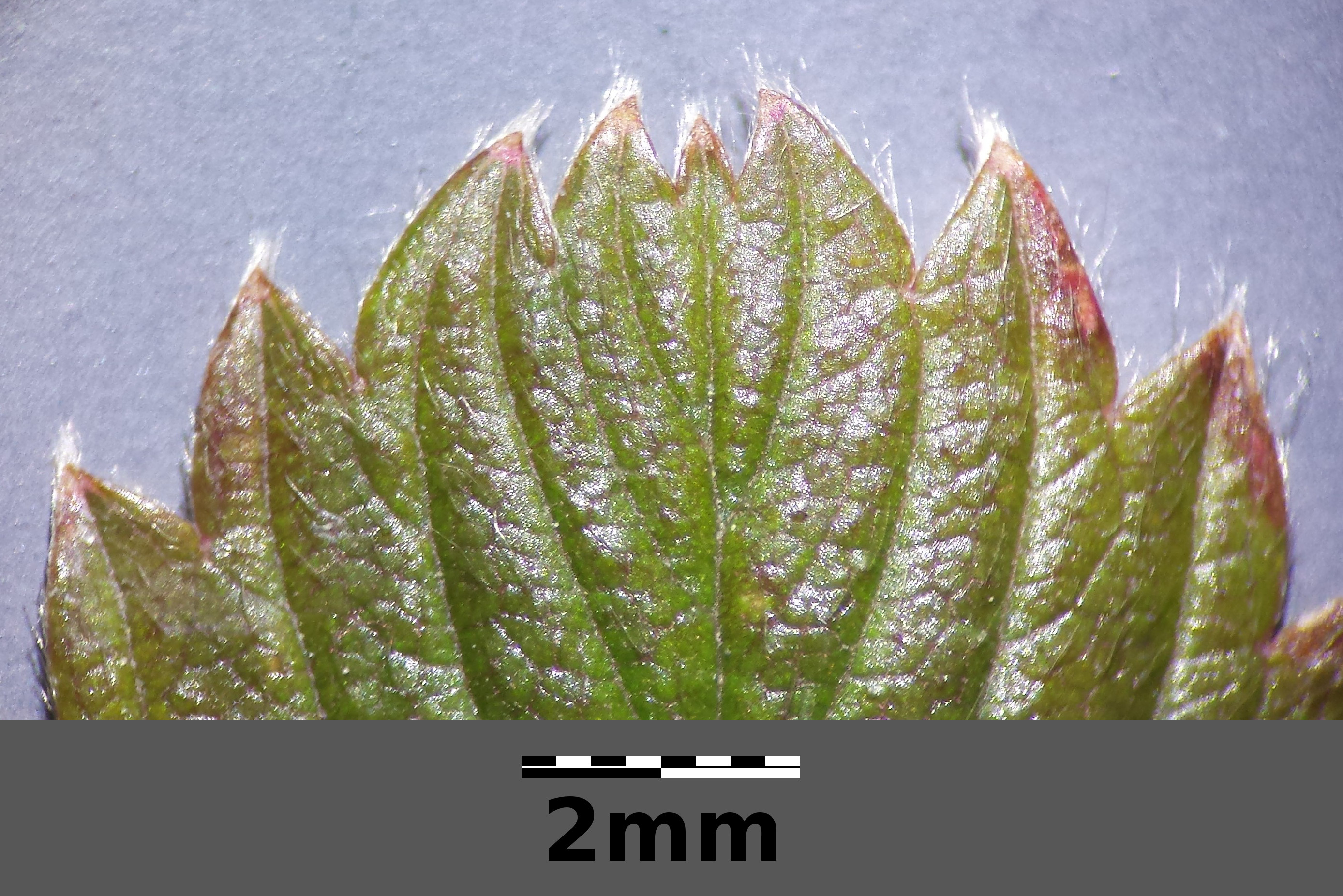
Fragaria viridis

Parksmultron
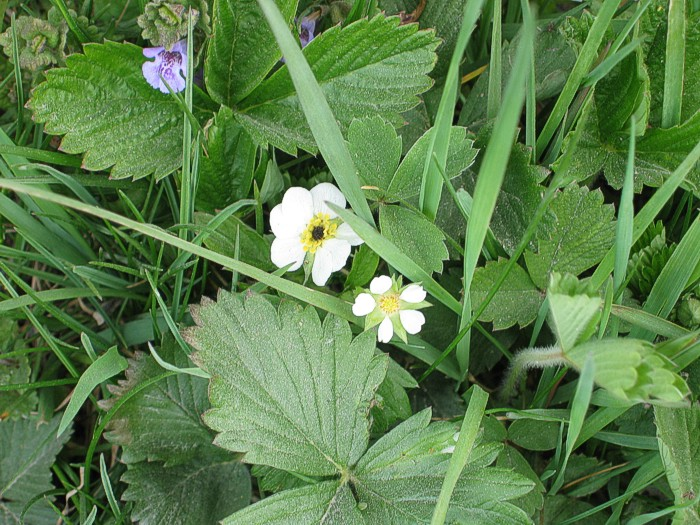
Bladets topptand ungefär lika hög som de närmaste sidotänderna
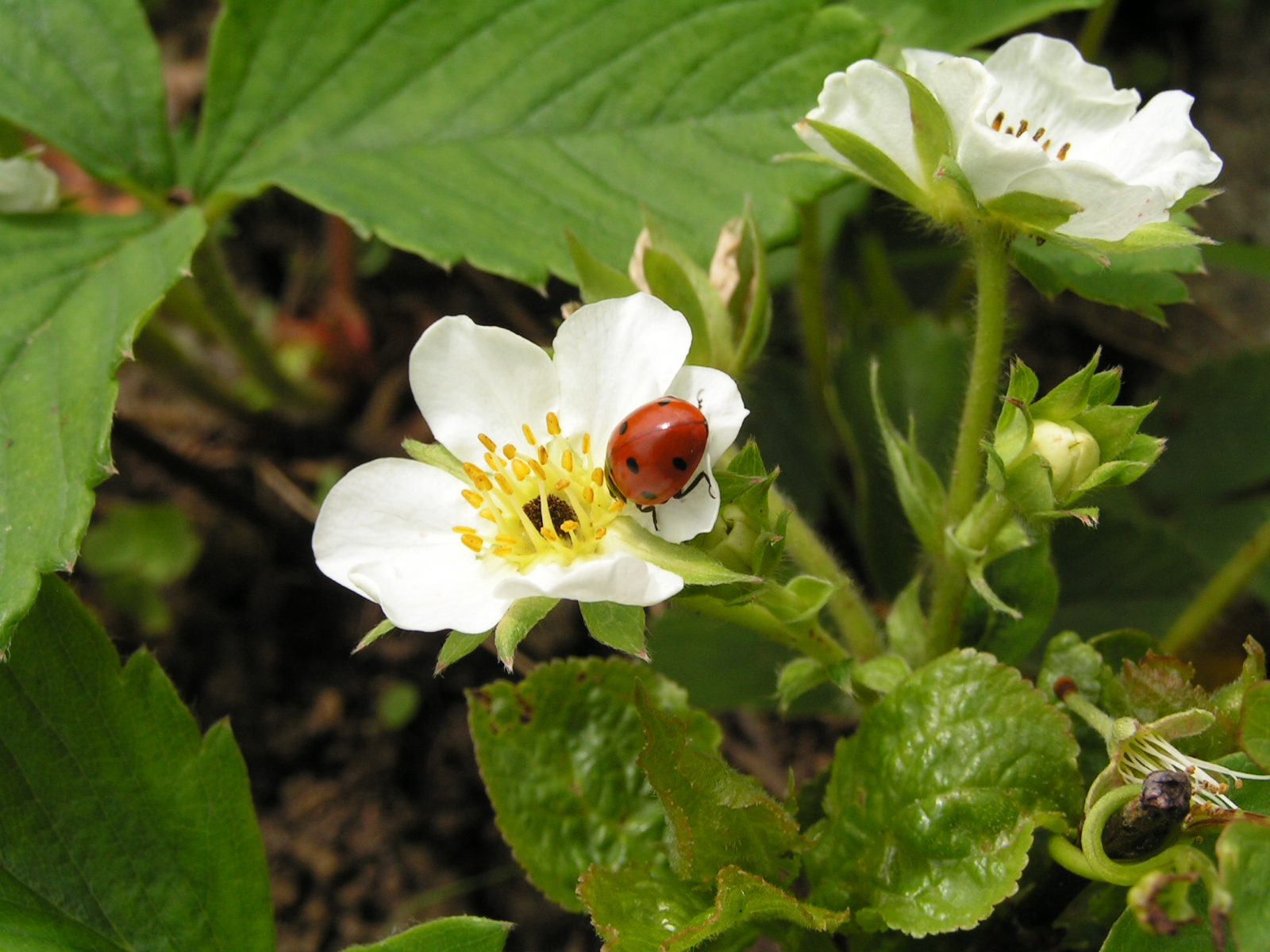
Blomma får besök av en nyckelpiga, Coccinella septempunctata
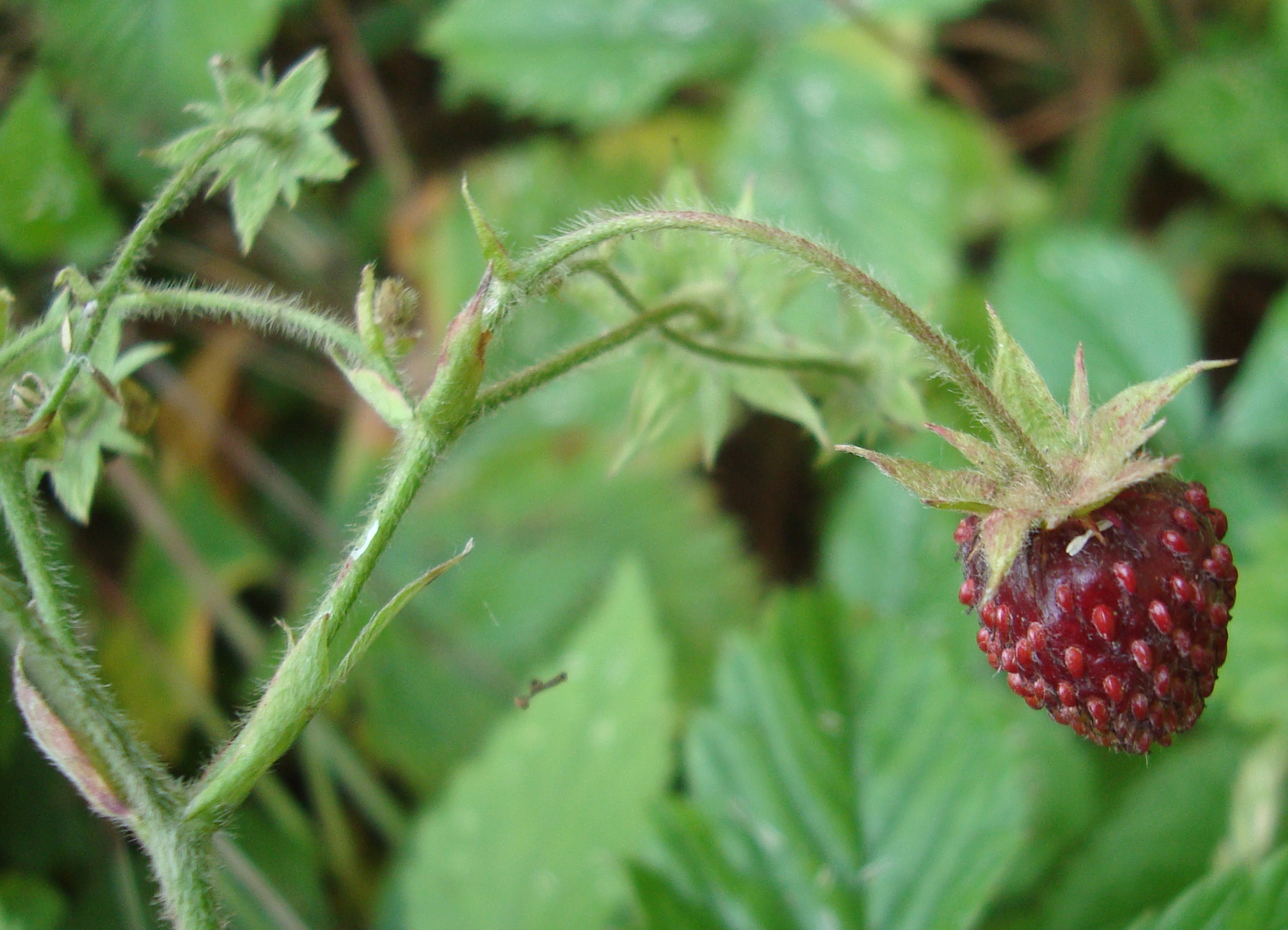
Fragaria moschata. Lägg märke till hur håren är riktade på stjälken och att hyllet vänder sig från "bäret".

Skogsmultron
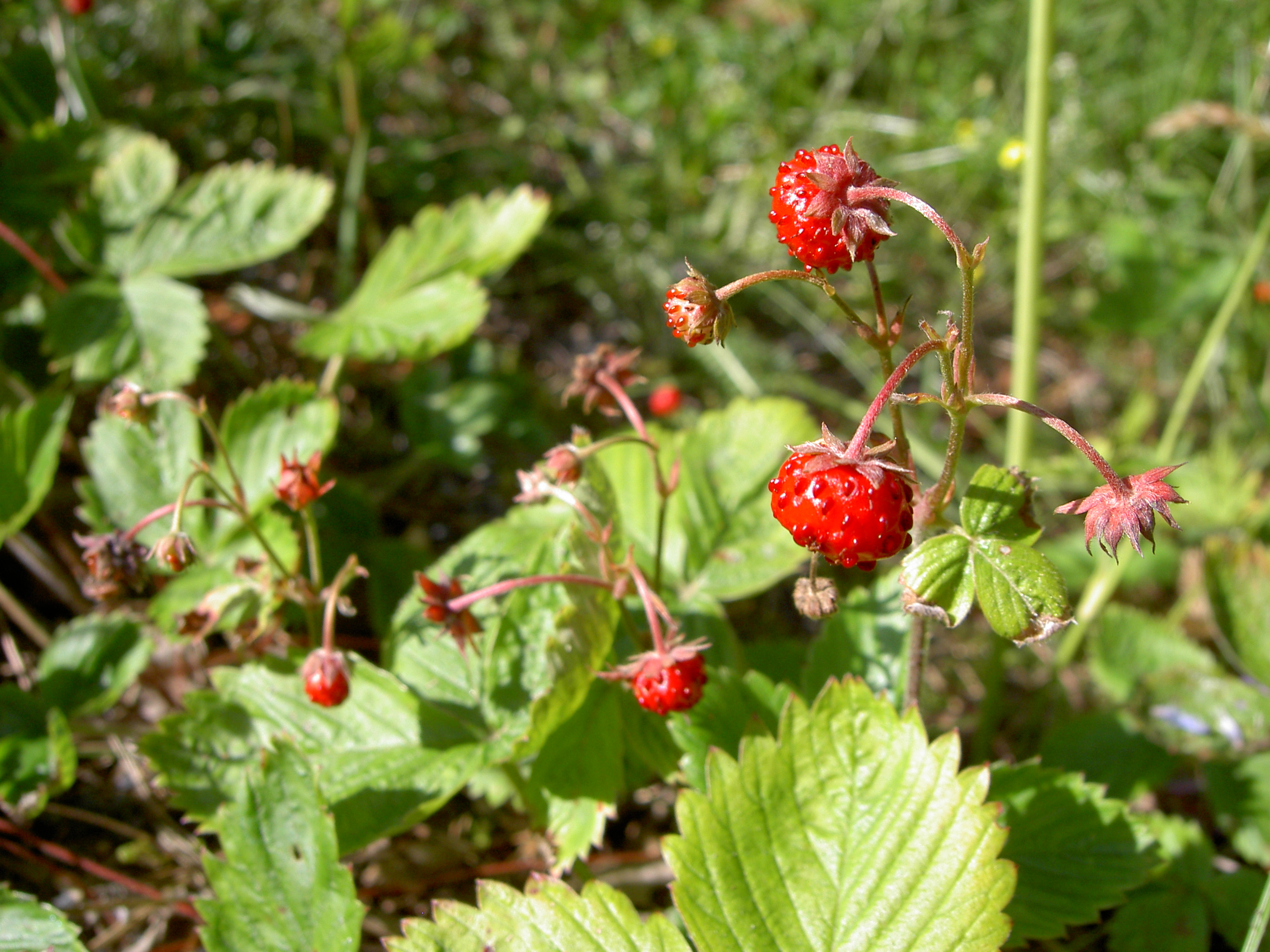
Fragaria vesca
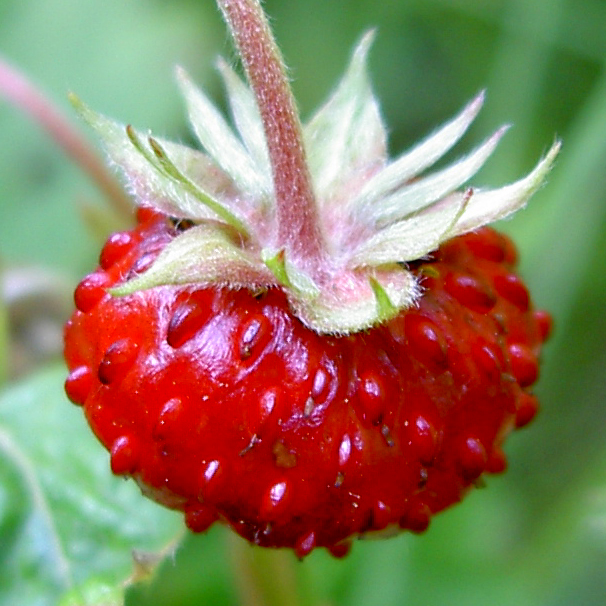
Fragaria vesca
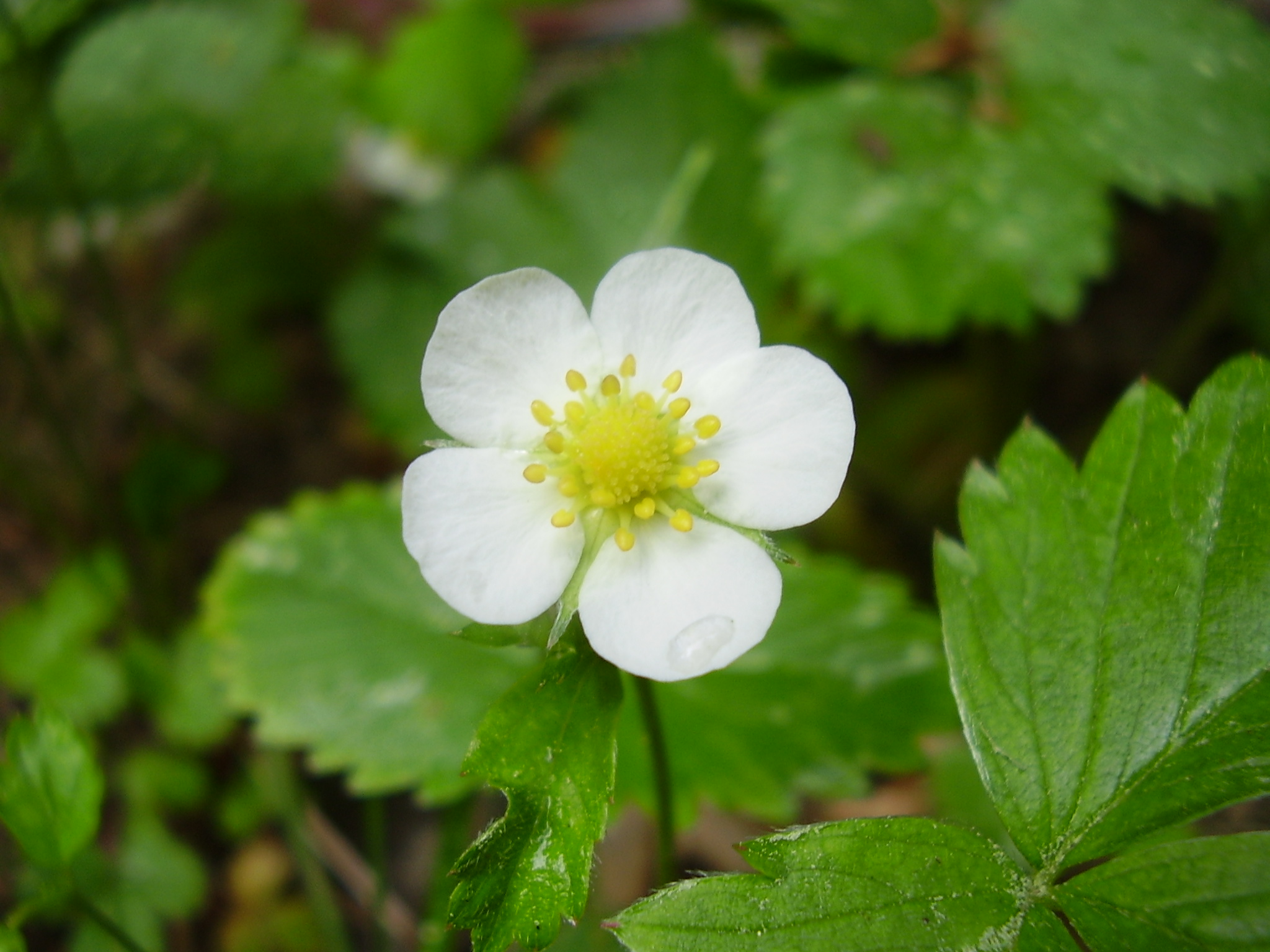
Fragaria vesca
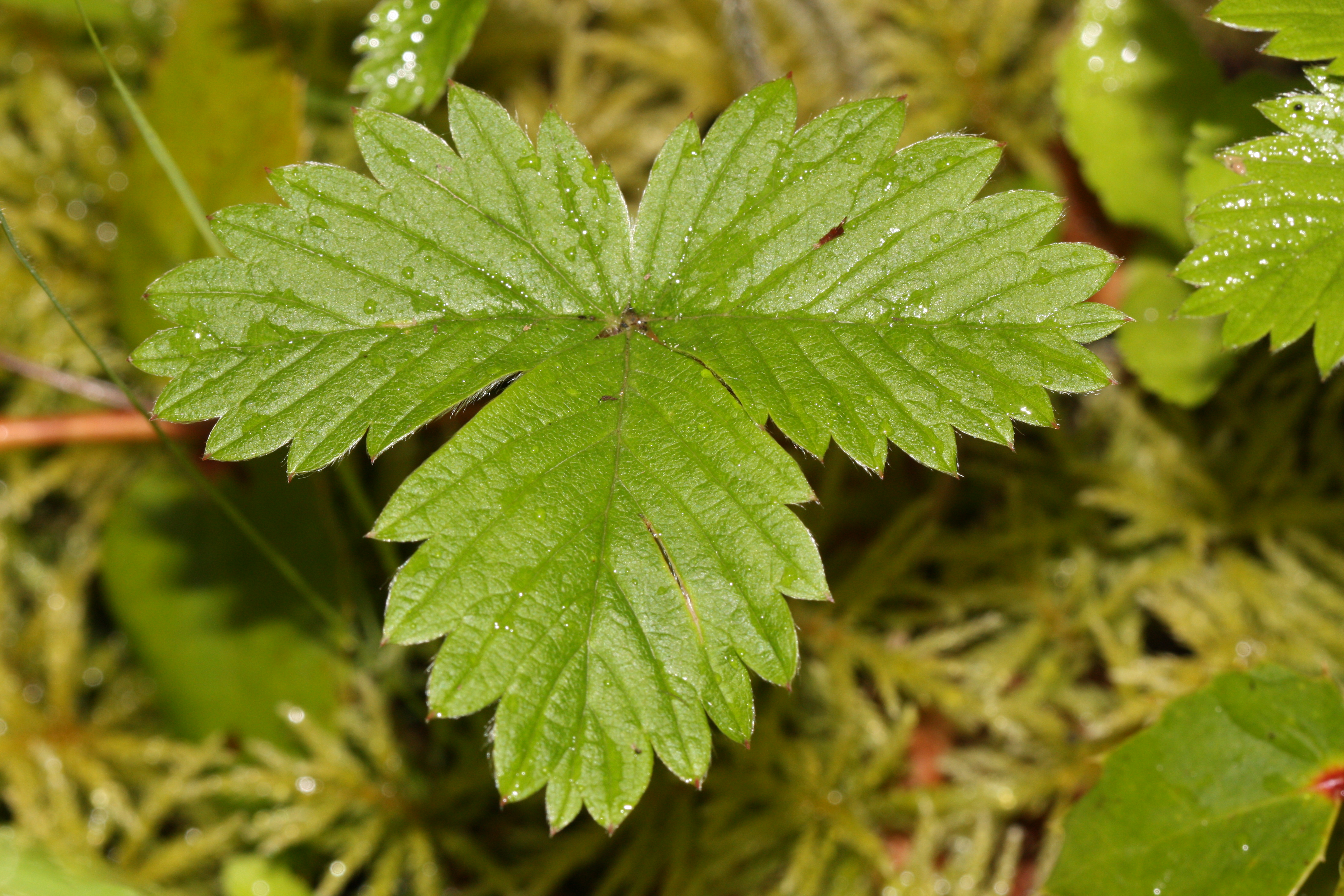
Fragaria vesca

## Kuriosum
På engelska kallas smultron Wild strawberry, d v s Vild jordgubbe.

### Övrigt
- F. vesca i GRIN Taxonomy Database (engelska)